# Fyns stift

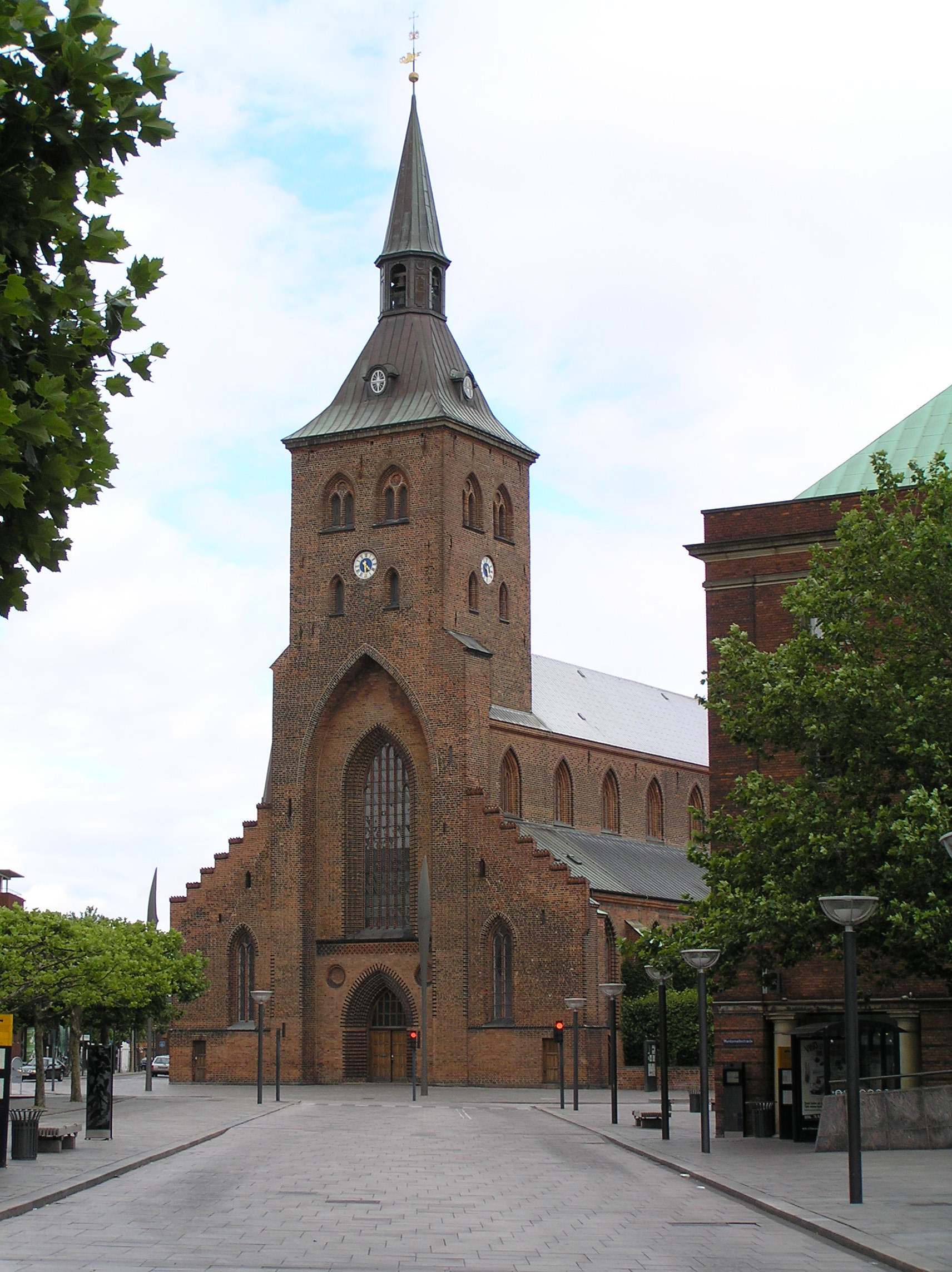
Odense domkyrka

Fyns stift (danska: Fyens stift), tidigare Odense stift, omfattar ön Fyn med kringliggande öar. Domkyrkan Sankt Knuds Kirke och biskopssätet finns båda i Odense.
Odense biskopssäte nämns i ett brev från den tyske kejsaren år 988, vilket är det äldsta omnämnandet av staden Odense. Stiftet omfattade ursprungligen öarna Fyn, Langeland, Lolland, Falster, Femern, Ærø och Als. 
År 1022 bekräftade kung Knut den store att Fehmarn tillhörde Odense stift. 
Den första biskopen efter reformationen var Jørgen Jensen Sadolin, som tillträdde 1537. I samband med reformationen överfördes Femern från Odense stift till Slesvigs stift (se Schleswigs domkyrka). År 1803 avskildes Lolland och Falster från stiftet och bildade det nya stiftet Lolland-Falsters stift, med biskopssäte i Maribo. År 1819 avskildes Als-Ærø stift, men efter dansk-tyska kriget 1864 återfördes Ærø till stiftet igen, och Fyns stift har sedan dess omfattat Fyn, Langeland och Ærø. 

## Biskopar
- Odinkar Hvide 988–10??
- Reiner I 1022–10??
- Gilbert 1048–1072
- Hubald 1101–11??
- Herman 1136–1138
- Ricolf 1138–1163
- Linus 1163–11??
- Simon 1170–1186
- Johan 1186–1213
- Lojus 1213–1236
- Iver 12??–1245
- Niels 1245–1247
- Jacob 1247–1252
- Reiner II 1252–1267
- Peder 1267–1276
- Johan II 1277–1286
- Gisiko 1286–1300
- Niels Jonassøn 1340–1362 (Jonsen)
- Erik Jensen Krabbe 1362–1376
- Waldemar Podebusk 1376–1392
- Theus Podebusk 1392–1400  (Teze)
- Jens Ovesen 1400–1420
- Navne Jensen 1420–1440
- Henning Torkildsen Ulfeld 1440–1460  (Henneke Torkilsen)
- Mogens Krafse 1460–1474
- Karl Rønnow 1475–1501
- Jens Andersen Beldenak 1501–1517
- Jens Andersen Beldenak 1523–1529
- Knud Henriksen Gyldenstierne d.y. 1529–1534
- Gustav Trolle 1534–1535
- Knud Henriksen Gyldenstierne d.y. 1535–1536
- Jörgen Jensen Sadolin 1537–1559
- Jacob Madsen Vejle 1587–1606
- Hans Knudsen Vejle 1606–1616
- Hans Mikkelsen 1616–1651
- Laurids Jacobsen Hindsholm 1651–1663
- Niels Hansen Bang 1663–1676
- Thomas Kingo 1677–1703
- Christian Rudolph Müller 1703–1712
- Christian Muus 1712–1717
- Jacob Lodberg 1718–1731
- Christian Ramus 1732–1762
- Jakob Ramus 1763–1785
- Tønne Bloch 1786–1803
- Peder Hansen 1804–1810
- Frederik Plum  1811–1834
- Nicolai Faber 1834–1848
- Christian Thorning Engelstoft 1851–1889
- Harald Stein 1889–1899
- Hans Valdemar Sthyr 1900–1903
- Laurits Nicolai Balslev 1903–1922
- Gabriel Koch 1922
- Anders Jensen Rud 1922–1938
- Hans Øllgard 1938–1958
- Knud Christian Holm 1958–1984
- Vincent Lind 1984–1995
- Kresten Drejergaard 1995–2012
- Tine Lindhardt 2012–